# Giacomo da Viterbo
Giacomo da Viterbo (Viterbo, 1255 circa – Napoli, 1307) è stato un filosofo, teologo e arcivescovo cattolico italiano, appartenente all'Ordine di Sant'Agostino, beatificato da papa Pio X nel 1911.
Fu arcivescovo di Benevento nel 1302, poi di Napoli, dal 1302 fino alla morte (1307).

## Biografia

### Origini e professione religiosa
Nacque a Viterbo attorno al 1255; alcuni storici del XVIII secolo lo hanno considerato appartenente alla nobile famiglia viterbese dei Capocci, ma in proposito sussistono attualmente molti dubbi. Studiò sicuramente presso il convento viterbese della Santissima Trinità degli Eremitani di Sant'Agostino, nel cui ordine entrò intorno al 1272, sempre presso lo stesso convento. 

### Formazione e studi
Recatosi a Parigi, si perfezionò negli studi teologici con il confratello filosofo e teologo Egidio Romano; rientrato in Italia, ricoprì più volte, tra il 1281 ed il 1286, su indicazione di Egidio, le cariche di definitore e visitatore nella provincia romana del suo ordine. 
Tornato a Parigi per completare gli studi, conseguì prima il baccellierato (1288) e quindi, nel 1293, il dottorato in teologia. In quegli anni mostrò tutte le sue grandi capacità letterarie e filosofiche, arrivando a succedere allo stesso Egidio Romano - che era stato nel frattempo eletto priore generale dell'Ordine - presso lo Studium parigino e guadagnandosi l'appellativo di Doctor speculativus. Nel 1300 ricevette l'incarico di Primus Lector, cioè Direttore dell'insegnamento, presso lo Studium fondato a Napoli dagli agostiniani.
Scrisse la sua opera più conosciuta, il trattato  De regimine christiano, negli anni tra il 1296 ed il 1303, epoca in cui si faceva sempre più acuto lo scontro tra papa Bonifacio VIII ed il re di Francia Filippo IV il Bello. Il lavoro di Giacomo riprendeva le tesi della bolla pontificia Unam Sanctam, difendendo l'idea ierocratica, o, meglio, teocratica, ed il diritto del papato ad esercitare il potere temporale.
Bonifacio VIII gli manifestò la sua stima nominandolo prima arcivescovo di Benevento, il 3 settembre 1302, e poi, il 12 dicembre dello stesso anno, dopo soli tre mesi, arcivescovo dell'ancor più prestigiosa sede di Napoli. Qui, grazie all'appoggio del re Carlo II d'Angiò e di suo figlio Roberto, con i quali ebbe ottimi rapporti, diede notevole impulso ai lavori per la costruzione di una nuova Cattedrale.
Il suo ruolo fu importante anche in occasione della canonizzazione del santo pontefice Celestino V in quanto fu affidata proprio a lui la causa, da parte di papa Clemente V: per istruire tale causa nel 1306 ascoltò non meno di trecento testimoni, tra Campania ed Abruzzo. La morte lo colse alla fine del 1307, ma non è noto il luogo della sepoltura. Subito dopo la morte fu venerato come santo.

## Culto
Il suo culto venne confermato ab immemorabili il 14 giugno 1914 da papa Pio X; la sua memoria liturgica ricorre il 4 giugno.

## Opere

### IlDe regimine christianoe le altre opere
L'opera più significativa di Giacomo è sicuramente il De regimine christiano - dedicato a papa Bonifacio VIII e terminato presumibilmente nel 1303 - in cui il religioso viterbese approfondisce i temi, estremamente rilevanti in quegli anni, del papato, inteso come teocrazia, e del potere temporale della Chiesa. In questo lavoro Giacomo, partendo da considerazioni di stampo prettamente agostiniano, ritiene che il potere temporale abbia un fondamento naturale, perfezionato dall'opera della Chiesa. Questo scritto ha suscitato nei secoli l'interesse di molti teologi e studiosi, anche perché è comunemente considerato il primo trattato sistematico sulla Chiesa. 
Tra le altre opere di Giacomo tradotte e pubblicate vanno ricordati due lavori teologici, le Quaestiones disputatae de praedicamentis in divinis, collocabili tra il 1293 ed il 1295 e pubblicate dall'Ypma, che sono ritenute di grande interesse da parte degli studiosi, e la Summa de peccatorum distinctione, scritta tra il 1300 ed il 1306, ed edita dall'Ambrasi. Esistono tuttora numerosi manoscritti di questo teologo agostiniano che non sono stati tradotti integralmente.

## Genealogia episcopale
La genealogia episcopale è:
- Cardinale Teodorico Ranieri
- Arcivescovo Giacomo da Viterbo, O.E.S.A. (1302)